# Ogólnopolskie Stowarzyszenie Asystentów Sędziów
Ogólnopolskie Stowarzyszenie Asystentów Sędziów (OSAS) – stowarzyszenie zrzeszające osoby wykonujące zawód asystenta sędziego.

## Cele i zadania OSAS
Zgodnie ze statutem OSAS, jego celami są:
1. działanie na rzecz integracji zawodowej asystentów sędziów,
2. ochrona miejsca i warunków pracy asystentów sędziów, prowadzenie badań nad warunkami pracy i możliwościami ich poprawy,
3. podejmowanie działań mających na celu podnoszenie kwalifikacji zawodowych i statusu zawodowego asystenta sędziego oraz podejmowanie działań w kierunku zapewnienia godnych warunków pracy i płacy dla zawodu asystenta sędziego,
4. propagowanie idei integracji zawodowej z asystentami sędziów innych państw,
5. wspomaganie, promowanie inicjatyw naukowych i oświatowych dotyczących polskiego prawa, działanie na rzecz kultury prawnej,
6. propagowanie idei racjonalnego tworzenia prawa, w szczególności podejmowanie inicjatyw w zakresie usprawnienia funkcjonowania wymiaru sprawiedliwości,
7. uczestniczenie w opracowywaniu i opiniowaniu projektów aktów prawnych wpływających na status asystenta sędziego,
8. utrzymywanie kontaktów z krajowymi i zagranicznymi stowarzyszeniami prawników.

Swoje cele Stowarzyszenie realizuje poprzez:
1. dobrowolne zrzeszanie asystentów sędziów, zainteresowanych realizacją celów Stowarzyszenia,
2. nawiązywanie współpracy z organizacjami i instytucjami w kraju i za granicą,
3. organizowanie seminariów, kongresów, zjazdów i kursów szkoleniowych,
4. publikowanie wydawnictw okolicznościowych i periodycznych związanych z działalnością Stowarzyszenia,
5. współpracę z Krajową Radą Sądownictwa oraz organami władzy ustawodawczej i wykonawczej,
6. organizowanie w uzasadnionych przypadkach pomocy materialnej dla członków Stowarzyszenia.

## Władze
Władzami Stowarzyszenia są: Walne Zebranie Członków, Zarząd i Komisja Rewizyjna.